# Bibliographie sur Claude François

## Livres consacrés à Claude François
1977
- Laroche, Miryam & Martine, Myriam,  Histoire d'une fan : 5 ans avec Claude François, Éditions Hachette, mai 1977

1978
- Barjac, Élisabeth, Claude François : toute sa vie en texte et en images, Éditions des Archers, Bruxelles, 1978
- David, Gérard, Claude François. Vivre d’aimer, S.I.P.E., Paris, 1978
- Harvey, Jacques, Une idole nommée Cloclo, Soleil & Jean-Claude Simoën, 1978
- Lemoine, Philippe & Sombreuil, François & Renou, Georges & Zana, Jean-Claude, Claude François story. Clo-Clo raconté par ceux qui l’ont aimé, Éditions Alain Mathieu, Boulogne, 1978

1979
- Dumoulin, François, Nues les photos  de Claude François, Éditions Alain Mathieu, mars 1979
- Forêt, Isabelle & Keller, Bernard & Keller, Jany, Claude François, nos enfants et moi, Fayard, 1979
- François, Lucia, Mon fils Claude François, Baumann, Paris, 1979
- Lemoine, Philippe, Claude François. Le film de sa vie par Samy Pavel, Éditions Alain Mathieu, mai 1979
- Lemoine, Philippe & Mathieu, Alain, Témoignages, 1979
- Davin, Jacques, Claude François..., CERDERF, 1979

1980
- Martin, Josette, 15 ans avec Claude François, Éditions Josette Martin, mars 1980

1982
- Caillet, Sylvie , Qui était Claude François ?, Éditions Fernand Lanore, mars 1982
- Goise, Denis, Claude François. Le bien-aimé, Mengès, Paris, 1978, rééd. Générique, 1982

1985
- François, Claude, Mémoires inédites (« autobiographie » composée de documents divers mis en forme par Myriam Zéhar), Éditions Carrère & Michel Lafon, Paris, 1985
- Delange, Christian, Rancurel, Jean-Louis, Claude François, histoire de sa vie, Éditions PAC, mars 1985

1987
- Martin, Josette, Claude François, l’envers du décor, Éditions Carrère & Michel Lafon, mars 1987
- Peggy, Cloclo notre amour, Paris (Filipacchi), 1987

1988
- Caillet, Sylvie, Claude François. Le livre d’or, Michel Lafon, mars 1988
- Caillet, Sylvie, Claude François. L’album-souvenirs, Michel Lafon, Paris, 1988, rééd. 1997
- Floriant, Guy,  Claude François. Plus vite que la musique, Seghers & Club des Stars, Paris, 1988
- François, Josette, Claude, l’histoire d’une revanche, Jacques Grancher, France Loisirs, Paris, 1988

1990
- Mathurin, Sylvie, Le temps passe… le cœur reste…, Fixot, avril 1990
- Caillet, Sylvie, Qui était Claude François ?, Fernand Lanore Ed., 1990

1993
- Moreau, Gilbert, Claude François, Jean-Pierre Taillandier, Paris, 1993

1995
- Lecœuvre, Fabien & Salmon, Isabelle, Claude François. La légende toujours vivante, Vade Retro, Paris, 1995, rééd. 1996
- Roche, Jean-Daniel, Claude François. Et si je vous disais tout, Rouchon, février 1995

1996
- Lecœuvre, Fabien & Salmon, Isabelle, Claude François. Cd-livre (édition miniature), Vade Retro, Paris, 1996

1997
- Fléouter, Claude, Claude François. Pour un peu de bonheur, J.-C. Lattès, 1997
- Lhote, Gilles, Claude François de A à Z, Albin Michel, Paris, 1997
- Lohr, Stéphanie & Pascuito, Bernard, Claude François. Le livre du souvenir, 1938-1978, Éditions Sand et Tchou, Atlas, 1997

1998
- Duforest, Dominique, Claude François. Vingt ans déjà, Hors Collection, 1998
- Floriant, Guy  & Delavault, Olivier, Claude François. L’enfer du décor, Éditions du Rocher, février 1998
- François, George Marie, C’est pour vous que je chante, de l’au-delà. Claude François vous parle, Éditions Panthéon, septembre 1998
- Gascoin, Patrice, Claude François. Vingt ans pour toujours, L’Hippocampe & Rocher, 1998
- Helina, Sylvie, Claude François for ever, Éditions du Dauphin, mars 1998
- Salvatori, Dario, Le mythe de Claude François (trad. par Françoise Ghin), Gremese, Rome, 1998
- Woollacott, Janette, Claude François. Les années oubliées, Éditions no 1, 2001

1999
- Roche, Jean-Daniel, Claude François. L’impossible vérité, Éditions du Cosmogone, Lyon, 1999

2002
- Lecœuvre, Fabien, Claude François. Le livre, Michel Lafon, Neuilly-sur-Seine, 2002
- Moix, Yann : Podium, Le Livre de Poche, 2002
- Pessis, Jacques, Claude François, Vade Retro, coll. « Les lumières du music-hall », Paris, 2002
- Tessier, Bertrand & François, François, Josette, Il s’appelait Claude..., Albin Michel, Paris, 2002

2003
- Bussy, Félix & Perciot, Claude François le dernier pharaon, mars 2003
- Collectif, Chansons de Claude François en bandes dessinées, petit à petit Éditions, 2003
- Diwo, François, Claude François inconnu, Éditions de Fallois, Paris, 2003 (réedit. 2008)
- Dureau, Christian, Claude François. Trente-neuf ans d’amour et de drames, Dualpha, Paris, 2003
- Floriant, Guy  & Delavault, Olivier (dir.), Claude François. Et même si tu revenais…, Rocher, 2003
- Lecœuvre, Fabien, Claude François. Les photos collectors racontées par Fabien Lecœuvre, Vade Retro, Paris, 2003

2004
- Jones-Mann, Kathalyn H., « C’est comme ça que l’on s’est aimé ». Ma vie avec Claude François, Michel Lafon, Neuilly-sur-Seine, 2004
- Lecœuvre, Fabien, Claude François. Première discographie intégrale. Collection vinyle, Jean Attias & Flèche production, 2004
- Plumelle, Carole, Les Clodettes, Scali, Paris, 2004

2005
- Bussy, Félix, Sur la route avec Claude François, City Éditions, 2005
- Lecœuvre, Fabien, Les années Podium. Histoire d’une génération, La Lagune, Paris, 2005

- Lecœuvre, Fabien, Claude François. Le moulin de Dannemois. Une demeure de légende, La Lagune, Deuil-la-Barre, 2005

2006
- Aknin, Alain-Guy & Croq, Philippe, Il était une fois… Claude François, La Lagune, Deuil-la-Barre, 2006
- Fox, Axel, Claude François, l’idole éternelle, Éditions Rouchon, mars 2006

2007
- François, Claude Jr. & Lecœuvre, Fabien,  Claude François, Je soussigné..., Albin Michel, 2007

2008
- Agence Ipanema, Claude François, Prises de vue, Album photo, France, 2008
- Aknin, Alain-Guy, Claude François, un chanteur populaire, Alphée & Jean-Paul Bertrand, Monaco, 2008 (Edit Plus)
- Bertin, P., Passion Claude François, Ouest France, 2008
- Bourdais, Michel, Claude François à la recherche de son image ou l'histoire d'un dessin, Éditions Fan de toi, 2008
- Bussy, Félix, Claude François : de l'autre côté du miroir, Collection Témoignage, City Éditions, 2008
- Delavault, Olivier, Dictionnaire des chansons de Claude François, Durante, Courbevoie, 2003, rééd. Télémaque, 2008
- François, Claude & Marc, Claude François, collection privée, Agence Ipanema, France, 2008
- François, Josette & Eschenlohr, Laurent, Claude François, mon frère, 2008
- Goise, Denis, Claude François. Toujours le bien-aimé, La Lagune, 2008
- Kiukkonen, Sofia & Rembaux, Geneviève, Ma vie avec Claude François, Pygmalion, 2008
- Lecœuvre, Fabien, Claude François : le livre, Michel Lafon, 2008
- Lhote, Gilles, L’intégrale Claude François : tout Claude François de A à Z, City Éditions, 2008
- Lohr, Stéphanie, Une autre vie, Bernard Pascuito, Paris, 2008
- Mathurin, Sylvie, Confessions d’une ex-fan, 2008
- Morise, C., Dans l’intimité de Claude François, Pascal Petiot Édition, 2008
- Nouveau, Béatrice, Cloclo forever, 2008
- Verheyden, E.A., Sur les traces de Claude François, 2008
- Weiss, Stéphanie, Claude François : c'était le temps des Magnolias, Éditions Timée, 2008
- Mathurin, Sylvie & Duroy, Lionel, Un amour absolu, Collection Témoignages, Oh Édition, février 2008

2009
- Lohr, Stéphanie, Claude François : secrets de famille, Poche, Archipoche Éditions, 2009

2010
- Pierre Pernez & Séverac, Claire, Ici Claude François, Éditions Alphée / Jean-Paul Bertrand, février 2010

2012
- Lescure, Claire, Claude François, cloclo toujours là !, Éditions Exclusif / Collection Privée / mars 2012
- Aknin, Alain-Guy, Claude François, un chanteur populaire, Éditions Arghos Diffusion, mars 2012
- Pichard, Joelle, Une vie à t'aimer, Éditions mille plumes, 2012
- Eloïse Chantal Vlammiros "Patron" livre "Claude François et ses fans" novembre 2012 Edilivre (livre collector)

2013
- Pernez, Pierre, Claude François, En souvenirs, City Éditions, février 2013
- Aknin, Alain-Guy & Loisy, Stéphane, Claude François, 35 ans déjà, Romart Éditions, avril 2013

2016
- Daniel Lesueur, Claude François. Biographie & discographie argumentée, Rosières-en-Haye, Camion blanc, 2016, 119 p. (ISBN 978-2-35779-752-9)

2017
- Fabien Lecœuvre, Claude François 14 284 jours, Paris, Flammarion, coll. « BIOGRAPHIES, ME », 2017, 400 p. (ISBN 978-2-08-132405-3)
- Philippe Chevallier, La chanson exactement. L'art difficile de Claude François, Paris, PUF, 2017, 285 p. (ISBN 978-2-13-078904-8)
- Baptiste Vignol, Claude François - Je reviendrai comme d'habitude, Gründ, 26 octobre 2017, 305 p. (ISBN 978-2-324-02017-9)

2019
- Chantal Patron, Claude François C'est le show (1ère édition) Livre "Collector", Chantal Patron, 2019 (ISBN 9791034309566)

2020
- Chantal Patron, Claude François Scènes et coulisses (2ème édition) Livre "Collector", Chantal Patron, 2020, 92 p. (ISBN 9791034324972)

2023
- Chantal Patron, Claude François Dans notre coeur pour toujours, Editions Collections de Mémoire, 2023, 134 p. (ISBN 9791095201595)

## Livres consacrés partiellement à Claude François
1980 - 2012
- Delanoë, Pierre, La vie en chantant, Julliard, Paris, 1980
- Sellin, Loïc et Tessier, Bertrand, La fureur de vivre. Les héros de notre génération, Jean-Claude Lattès, 1993
- Mazeau, Jacques, Les destins brisés de la chanson, France-Loisirs, 1997
- Périer, Jean-Marie, Mes années ’60, T.1, Filipacchi, 1998
- Périer, Jean-Marie, Mes années ’60, T.2, Filipacchi, 1999
- Carpentier, Maritie et Gilbert, Merci les artistes !, Anne Carrière, Paris, 2001
- Lecœuvre, Fabien & Lhote, Gilles, Génération 70. Soixante-dix idoles des années 1970, Michel Lafon, Neuilly-sur-Seine, 2001
- Drucker, Michel, Mais qu’est-ce qu’on va faire de toi ?, Robert Laffont, Paris, 2007
- Eloïse Chantal Vlammiros "Patron" livre "L'amour assassiné" janvier 2012 Edilivre (livre collector)

### Biographie en anglais
2006
- Simmonds, Jeremy, The Encyclopedia of Dead Rock Stars: Heroin, Handguns, and Ham Sandwiches, Chicago review Press, 2006, réed. 2008